# День, который не умрёт
«День, который не умрёт» (словац. Deň, ktorý neumrie) — чехословацкий военный фильм 1974 года режиссёра Мартина Тяпака.

## Сюжет
1944 год. Молодой словак дезертирует с Восточного фронта и возвращается домой. Ему надоело воевать за чужого фюрера, за фашистскую Германию. Дома, в маленькой словацкой деревушке, примостившейся у подножия Татр, Маттуша ждет сестра, родители, жена с новорожденным сыном.
Маттуш ненавидит войну, но вынужден присоединиться к партизанам у которых есть самодельный бронепоезд. Им удаётся похитить оберштурмфюрера СС Риттера. Однако, против многочисленных немецких танков взвод устоять не может, котел паровоза подбит, и экипаж бронепоезда уходит в горы.
Раненному Маттушу уйти не удаётся, он попадает эсэсовцам, которые предлагают сдать место лагеря партизан, иначе убьют всю его семью. Маттущ с тяжёлым сердцем соглашается, но ведет немцев не к укрытию партизан, а на заснеженное минное поле.

## Съёмки

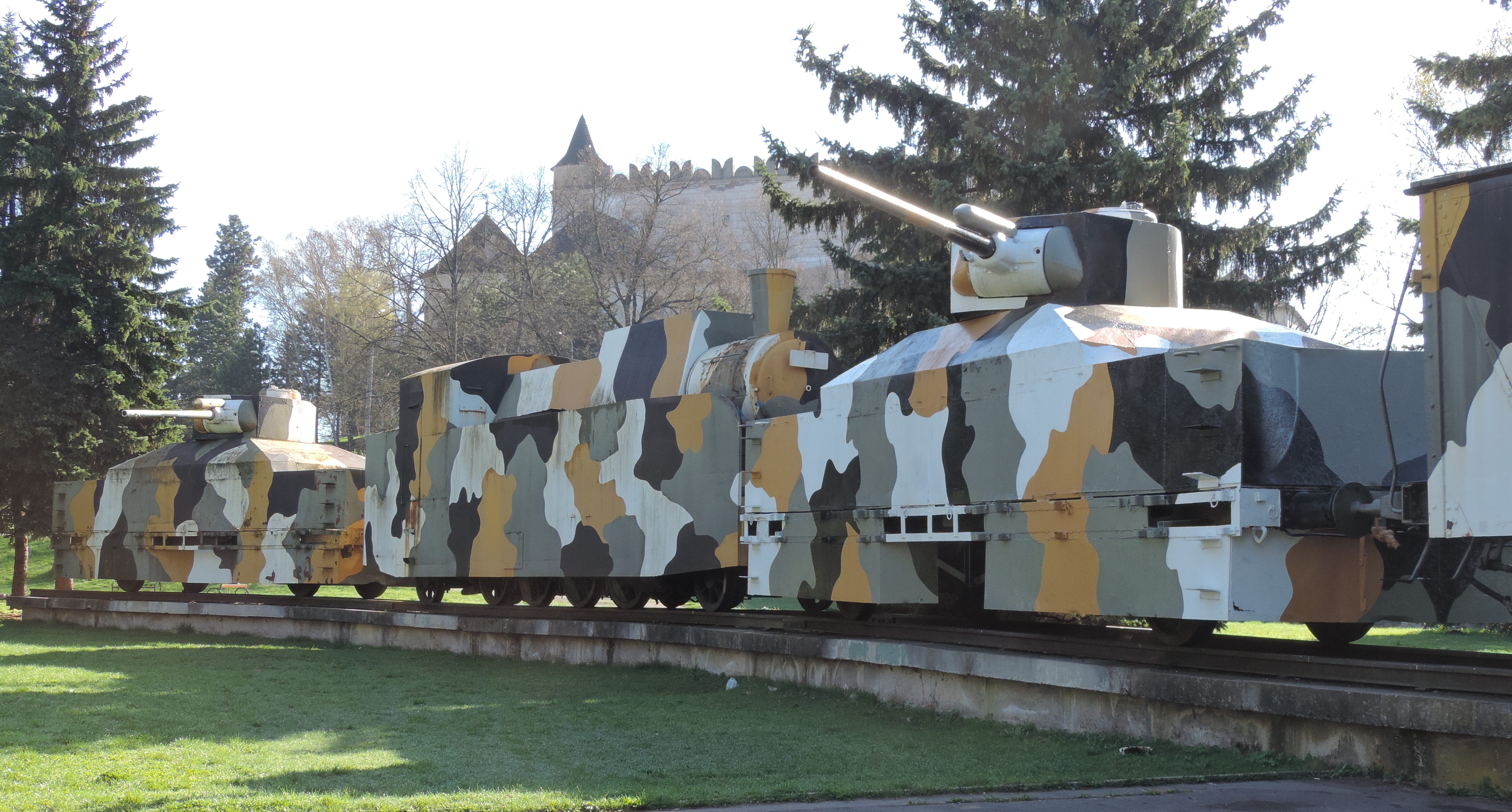
Реплика бронепоезда «Урбан», построенная для съёмок фильма

Для съёмок фильма была сделана точная копия партизанского бронепоезда «Урбан», этот поезд сегодня выставлен на станции города Зволен.

## В ролях
- Штефан Квиетик — Маттуш
- Радослав Брзобогаты — Риттер, оберштурмфюрер СС
- Бригита Хауснерова — Зузка
- Эмилия Вашариова — Анка
- Иван Райниак — Балог
- Вильям Полони — Амброз
- Юлиус Вашек — Ян Бирц, партизан
- Мартин Тяпак — Рыбин, капитан, советский партизан
- Мартин Санитрар — Якуб, дед Маттуша
- Вера Стрнискова — мать Маттуша
- Ярослав Розсивал — отец Маттуша
- Антон Мрвечка — Вендел, словацкий солдат
- Душан Тарагел — Цилик
- Милан Княжко — Подгорец, капитан
- Ральф Бётнер — штандартенфюрер СС Кирхгофен
- Франтишек Гервай — Франц, адъютант Кирхгофена
- Зыгмунт Мерзвяк — немецкий переводчик оберштурмфюрера СС Риттера
- Гюнтер Полензен — генерал Хоффлехо
- Герд Михаэль Хеннеберг — генерал Х. Убикле
- Славо Дрозд — майор Вайда
- Лотар Радваньи — Моцик, лесник
- Квета Стразанова — жена лесника
- Ян Ковачик — машинист Худец

## Критика
Финальная сцена фильма, когда Маттуш предпочитает погибнуть на минном поле, но не выдать карателям местонахождение партизанского лагеря, полна поэзии и символики. В целом же эта картина очень типична для словацкого кинематографа, продолжающего черпать сюжеты, героев, простые и суровые краски своих лент из события, увековеченного ныне в книгах, в памятниках, в документах, в фильмах — из «Дня, который не умрет»,— дня начала словацкого национального восстания.— Татьяна Хлоплянкина, журнал «Спутник кинозрителя», июль 1976 года